# حزب الكتائب اللبنانية
حزب الكتائب اللبنانية، أحد أبرز الأحزاب السياسية اللبنانية. تأسس كحركة قومية شبابية سنة 1936 على يد بيار الجميل. كانت الحركة ايدوليجيا من الديموقراطية الأوروبية، سياسة فرنسية، أهمها الحزب الوطني الديمقراطي المسيحي. أسس عام 1936 حيث ساهم في استقلال لبنان وتثبيت والحفاظ على كيانه وسيادته.
يؤمن حزب الكتائب بلبنان وطنا ديمقراطيا وتعدديا. يؤمن بالحرية الشخصية للفرد وحرية الرأي والمعتقد وبالنظام الاقتصادي الحر والملكية الخاصة والتعليم الحر والعدالة الاجتماعية وحقوق الانسان وتكافؤ الفرص والمساواة في الحقوق والواجبات، كما يناضل حزب الكتائب اللبنانية من أجل دولة مدنية، متطورة وحديثة، دولة لامركزية محايدة عن الصراعات الإقليمية والدولية. تأسس الحزب مع الرئيس كميل شمعون خلال أحداث 1958. وشكل سنة 1968 الحلف الثلاثي مع حزب الوطنيين الأحرار والكتلة الوطنية متحصلا على 9 مقاعد خلال الانتخابات النيابية لتلك السنة.
وكان الحزب أهم فصيل يميني خلال بدايات الحرب الأهلية اللبنانية، وكان أبرز المساهمين في تكوين القوات اللبنانية. إلا أن الحزب تقلص دوره تدريجياً مع وفاة مؤسسه سنة 1984 وتراجع تاثيره على عمليات القوات اللبنانية. وشهد الحزب بعد الحرب عدة انقسامات.
في سنة 2001 انتخب كريم بقرادوني رئيساً للحزب، لكنه ما لبث أن دخل في نزاع مع أمين الجميل حول زعامة الحزب، وانتهى النزاع بتولي الجميّل منصب الرئيس الأعلى المستحدث وبقاء بقرادوني في موقع الرئيس.
شارك الحزب في الانتخابات النيابية لسنة 2005 وحصل فيها على 3 مقاعد لكل من بيار أمين الجميل عن دائرة المتن الشمالي، وصولانج الجميل عن دائرة بيروت الأولى، وأنطوان غانم عن دائرة بعبدا - عاليه، بالإضافة إلى نادر سكر الذي انتخب على لائحة حزب الله في دائرة بعلبك - الهرمل، وشارك الحزب في الحكومة التي تشكلت بعد الانتخابات عبر وزير الصناعة بيار أمين الجميل وذلك إلى اغتياله في 21 نوفمبر 2006. وفي 19 سبتمبر 2007 تلقى الحزب ضربة موجعة أخرى باغتيال أنطوان غانم أحد أبرز قيادييه.
وقد شارك الحزب في الانتخابات النيابية لدورة عام 2009 واستطاع الحصول على 5 مقاعد لكل من سامي الجميل عن دائرة المتن الشمالي، ونديم الجميل عن دائرة بيروت الأولى، وفادي الهبر عن دائرة عاليه، وإيلي ماروني عن دائرة زحلة، وسامر سعادة عن دائرة طرابلس.
أما في انتخابات عام 2018 حصل حزب الكتائب على 3 مقاعد في المجلس النيابي لكل من سامي الجميل والياس حنكش عن دائرة المتن الشمالي، و نديم الجميل عن دائرة بيروت الأولى.

## التاريخ

### الخمسينيات
تعود الاتصالات الأولى بين الكتائب وإسرائيل إلى 1951، فقد طلبت قيادة الحزب مساعدة ماليّة تحضيرًا للانتخابات النيابية. قدّم وزير الخارجية الإسرائيلي موشيه شاريت لها حوالي 3000 دولارًا أمريكيًا، على الرغم من تشكيكه بحظوظهم بالفوز في الانتخابات.

## الحرب الأهلية اللبنانية

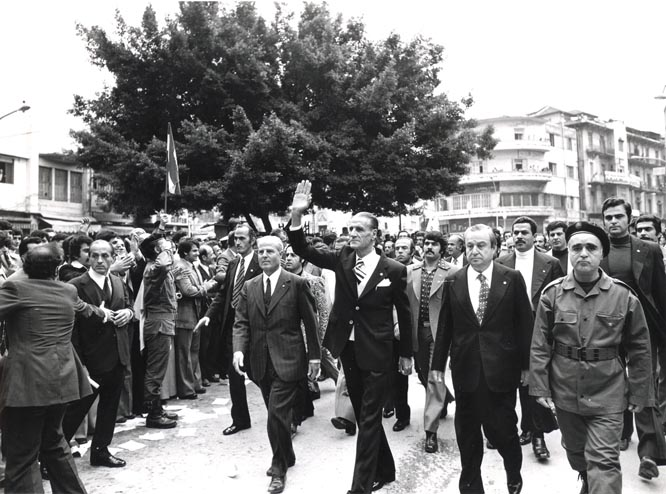
بيار الجميل ووليام حاوي يحتفلان بذكرى الكتائب عام 1971.

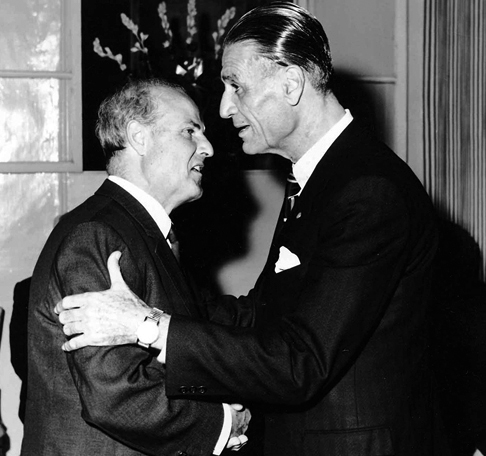
وليم حاوي رئيس مجلس أمن الكتائب وبيار الجميل

في 13 إبريل 1975 قامت ميليشيا الكتائب بعملية الحافلة (بوسطة عين الرمانة)، والتي يعتبرها البعض الشرارة التي بدأت الحرب الأهلية اللبنانية. في الأيام التالية لتلك العملية، قامت الكتائب مع بعض الحلفاء، مثل ميليشيا نمور الأحرار، بقتال الشوارع ضد ميليشيات الفلسطينية وميليشيا الحركة الوطنية اللبنانية.
وفي 16 سبتمبر 1982، قام إيلي حُبيقة، أحد قائدي الكتائب باقتراف مذبحة صبرا وشاتيلا حيث تم قتل حوالي 500 لاجئ فلسطيني في حي صبرا ومخيم شاتيلا المطوقين بقوات الجيش الإسرائيلي. وتمت العملية، والمعروفة بمذبحة صبرا وشاتيلا، بسماح الجيش الإسرائيلي للكتائب بالدخول إلى المنطقة بينما قام الجيش الإسرائيلي بمحاصرة وإنارة المنطقة ليلاً بالقنابل المضيئة، ومنع هرب أي شخص وعزل صبرا وشاتيلا عن العالم. كتبت جريدة الغارديان البريطانية أن إيلي حُبيقة كان قد تأثر بشدة لمذبحة خطيبته والكثير من أهله في مجزرة الدامور اللبنانية، عام 1976، على أيدي الميليشيات الفلسطينية وميليشيا الحركة الوطنية اللبنانية.

## الأحداث الرئيسية

### 1936-1943
في عام 1943، لعبت الكتائب دورًا أساسيًا في تحقيق استقلال لبنان الأول عن الانتداب الفرنسي. خلال هذه الفترة، قادت الكتائب العديد من النضالات الاجتماعية لترسيخ التماسك الوطني وتعزيز الحريات الفردية والرعاية الاجتماعية. وضعت الكتائب أول "ميثاق عمل" لبناني في عام 1937. وكانت مبادرة رائدة حيث دعت إلى حد أدنى للأجور وتحديد ساعات العمل والإجازات مدفوعة الأجر. كانت الكتائب من أوائل الأحزاب اللبنانية التي امتلكت برنامجًا اقتصاديًا طليعيًا قويًا ونشاطًا اجتماعيًا منظمًا في جميع أنحاء البلاد. شهد عام 1941 إنشاء أول قسم نسائي في الحزب اللبناني. ودعت صراحة إلى وقف أي نوع من التمييز ضد المرأة. منذ عام 1939، أصدر الحزب "الأمل" ، وهي مطبوعة سياسية رائدة ثنائية اللغة.

### 1943–1958
دخل حزب الكتائب المشهد السياسي والبرلماني في أواخر الأربعينيات بعد فترة امتنع فيها عن دخول الساحة السياسية للتركيز بشكل أساسي على النهوض بالشباب وعلى القضايا الاجتماعية ، بعيدًا عن تفاهات سياسة ما بعد الانتداب.
كافحت الكتائب للحفاظ على استقلال لبنان في مواجهة شهية جيرانه المتزايدة. وسع الحزب حضوره بشكل كبير في جميع أنحاء الإقليم وجذب الآلاف من الأعضاء الجدد، مما شكّل بلا شك أحد أكبر الأحزاب في الشرق الأوسط. اعتمدت الكتائب على تنظيم حديث جعل شهرتها وصارت علامتها التجارية. في عام 1958 ، كانت الكتائب هي الفاعل الرئيسي في مواجهة الانقلاب الذي تأثر به العرب بقيادة جمال عبد الناصر ، رئيس الجمهورية العربية المتحدة المؤقتة (مصر وسوريا واليمن) ، ونجحت في الحفاظ على استقلال لبنان وهويته الليبرالية.

### 1958–1969
بعد أن نجح في الحفاظ على الصيغة اللبنانية، نمت صفوف حزب الكتائب بشكل كبير ووصلت إلى 70 ألف عضو (من إجمالي عدد السكان البالغ 2.2 مليون). حقق الحزب العديد من النجاحات الانتخابية وأصبح المكون المسيحي الرئيسي للحكومات المتعاقبة. خلال التفويضات الوزارية التي عقدها أعضاؤها ، جعلت التعليم الابتدائي إلزاميًا وحسنت البنية التحتية للمدارس العامة. على الصعيد الاجتماعي ، أدخل حزب الكتائب "قوانين العمل" وساهم بشكل حاسم في قانون الضمان الاجتماعي. لعب الحزب دورًا رئيسيًا في تعزيز المؤسسات الحديثة التي لا تزال اليوم ركائز النظام الإداري اللبناني. بما في ذلك مجلس الخدمة المدنية وهيئة التفتيش المركزي وغيرها الكثير.
أعطى بيار الجميل زعيم الحزب ووزير الأشغال العامة لبنان جزءًا كبيرًا من بنيته التحتية الحديثة من خلال استكمال 440 مشروعًا تنمويًا خلال فترة ولايته. كان لبنان في ذروته وأصبح وجهة من الدرجة الأولى للسياحة العالمية. لكن ما أطلق عليه "سويسرا الشرق الأوسط" كان عبارة عن بناء هش ، مع تدفق اللاجئين الفلسطينيين بعد عام 1949 مما مهد الطريق لمستقبل مشؤوم.

### 1970–1982
في أوائل السبعينيات، خشي القادة المسيحيون في لبنان من أن منظمة التحرير الفلسطينية كانت تعمل بشكل متزايد في لبنان كدولة داخل دولة. بينما كان هناك جدل حول ما إذا كان الوجود الفلسطيني سببًا للحرب الأهلية اللبنانية، كان التوازن السياسي في لبنان هشًا منذ عام 1958 وكانت التوترات السياسية تتصاعد بالفعل بين اللبنانيين. في عام 1975 ، بعد هذه التطورات ، إلى جانب تفكك مؤسسات الدولة والجيش ، أصبحت البلاد ساحة معركة مفتوحة. انخرطت العديد من الدول الأجنبية بشكل مباشر وعسكري في الصراع اللبناني ، وخاصة سوريا التي حاولت تحت راية التضامن العربي فرض سلطتها على البلاد ، وإسرائيل التي غزت لبنان عام 1978 . وشكل حزب الكتائب مع أحزاب سياسية أخرى القوات اللبنانية وقاتلوا للحفاظ على لبنان واستقلاله وسلامته. بدافع من هذا المثل الأعلى والحفاظ على الحرية والكرامة المسيحية في الشرق الأوسط ، مات أكثر من 4000 من أعضاء الحزب من أجل هذه القضية. نجح حزب الكتائب في انتخاب اثنين من قادته لرئاسة الجمهورية. اغتيل الرئيس المنتخب بشير الجميل نجل بيار الجميل وقائد القوات اللبنانية عام 1982 عندما هز انفجار مقر الحزب في منطقة الأشرفية ببيروت. مهندس الانفجار كان عضوا في الحزب السوري القومي الاجتماعي. في أعقاب الاغتيال ، انتُخب أمين الجميل ، الابن الأكبر لبيار الجميل ، رئيساً للجمهورية اللبنانية.
قدر التحقيق القضائي الإسرائيلي في عام 1982 في مذبحة صبرا وشاتيلا أنه عند التعبئة الكاملة ، كان لدى الكتائب 5000 مقاتل ، 2000 منهم كانوا متفرغين. منذ بداية الغزو ، أخبر رئيس الأركان الإسرائيلي رافائيل إيتان الكتائب بعدم الانخراط في أي قتال.

### 1982-1988
رغم الاضطرابات التي سببها الاقتتال الأهلي في لبنان والحروب المستعرة التي عصفت بالبلاد ، استطاع الرئيس الجميل أن يحقق الكثير من الإنجازات خلال فترة ولايته الرئاسية. كان من أولى إنجازاته إعادة بناء مؤسسات الدولة وإعادة تنظيم الجيش وتزويده بالمواد استعداداً للنضال من أجل استعادة السيادة وتوفير الأمن للبنان. وتوجت نفس الجهود لتحرير البلاد باتفاقية الترتيبات الأمنية في 17 مايو 1983 ، والتي كانت إلى حد ما تأكيدًا لاتفاقية الهدنة لعام 1949 مع إسرائيل على الرغم من أن هذه الاتفاقية لم تُبرم أبدًا بسبب معارضة سوريا ثم إسرائيل. دعا أمين الجميل إلى عقد مؤتمرات للحوار الوطني في جنيف ولوزان وترأسها ونجح في خلق اتفاق وطني وتشكيل حكومة تمثيلية كاملة. كما أعاد بناء الجامعة اللبنانية وأرسى أسسها الحديثة ، وأدخل العديد من الإصلاحات الاقتصادية ، بل وبدأ في إعادة بناء وسط بيروت. ومع ذلك ، كانت الحرب لا تزال مستعرة ، وقام جيران لبنان ، سوريا وإسرائيل بشكل أساسي ، بتوسيع نفوذهم في البلاد. في المقابل ، تكبد حزب الكتائب خسارة كبيرة بوفاة مؤسسه الشيخ بيار الجميل عام 1984. وسعوا نفوذهم في البلاد. في المقابل ، تكبد حزب الكتائب خسارة كبيرة بوفاة مؤسسه الشيخ بيار الجميل عام 1984. وسعوا نفوذهم في البلاد. في المقابل ، تكبد حزب الكتائب خسارة كبيرة بوفاة مؤسسه الشيخ بيار الجميل عام 1984.
مذبحة صبرا وشاتيلا هي ذبح ما بين 762 و 3500 مدني ، جميعهم فلسطينيون تقريبًا ، على يد مليشيا مسيحية لبنانية في مخيمي صبرا وشاتيلا للاجئين الفلسطينيين في بيروت ، لبنان من حوالي الساعة 6:00 مساءً من 16 سبتمبر إلى 8:00 صباحًا. أيلول 1982. قدمت المجزرة انتقاما لاغتيال الرئيس اللبناني المنتخب حديثا بشير الجميل ، زعيم حزب الكتائب اللبنانية. وقاد ميليشيا الكتائب رئيس المخابرات ايلي حبيقة . تعرض العديد من الضحايا للتعذيب قبل قتلهم. تم اغتصاب النساء وجلد بعض الضحايا أحياء. وكان البعض الآخر مقطوع الأطراف بالفؤوس.

### 1989–2000
في عام 1990 ، وصلت الحرب اللبنانية إلى نهايتها عندما حافظت القوات السورية على سيطرتها على البلد بأكمله ، مما أدى إلى خمسة عشر عامًا من الاحتلال نُفي خلالها الرئيس أمين الجميل إلى فرنسا ووقع حزب الكتائب تحت النفوذ السوري. تم بشكل منهجي تكميم أفواه المؤسسات المنظمة التي يمكن أن تعرض الحكم السوري في لبنان للخطر. دفعت الأحزاب المسيحية الثمن الأعلى لمقاومتها للهيمنة السورية وتم القضاء على قادتها أو نفيهم أو سجنهم. لكن روح الكتائب كانت لا تزال قوية بين أعضائها والمتعاطفين معها. بدأ هذا يتجلى في أواخر التسعينيات عندما شارك طلاب الكتائب بنشاط في المقاومة الطلابية والفكرية التي بدأت تسمع.

### 2000-2010

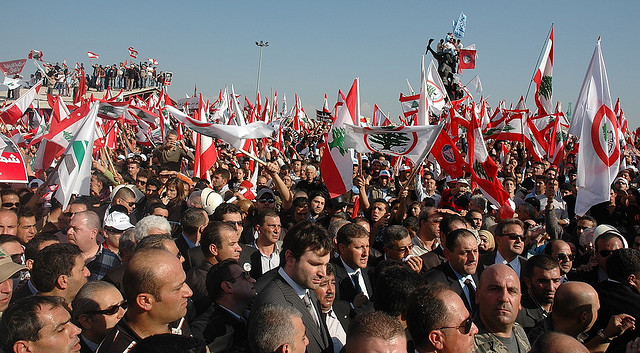
متظاهر في تشييع بيار أمين الجميل.

إحياء لبنان والحزب: عاد أمين الجميل إلى لبنان في حزيران 2000 واستقبله حشود غفيرة ملأت شوارع بكفيا وساحاتها . تم انتخاب بيار أمين الجميل نائباً عن قضاء المتن ، مما يشير إلى نهضة حزب الكتائب. تشكلت "كتائب المعارضة" وبدأت نشاطها في اطار " ائتلاف قرنة شهوان " ثم من خلال تجمع بريستول .التي شكلت منصة للمعارضة المسيحية الإسلامية المشتركة. في نهاية المطاف ، أدى كل هذا إلى انتفاضة الاستقلال في فبراير 2005 وفي 14 مارس 2005 ملأ أكثر من مليون لبناني شوارع وسط بيروت للمطالبة بالانسحاب السوري واستعادة السيادة. شارك حزب الكتائب على نطاق واسع في ثورة الأرز ولعب النائب بيار الجميل دورًا مهمًا في تشكيل هذه الانتفاضة التي أدت إلى استقلال لبنان الثاني. غادرت القوات السورية لبنان فعليًا في 26 أبريل من نفس العام ، وفي الوقت نفسه ، أعاد حزب الكتائب توحيده واستعاد دوره التاريخي. لعب بيار أمين الجميل دورًا رئيسيًا في إعادة توحيد الحزب عام 2006. اغتيل بيار الجميل في 21 تشرين الثاني (نوفمبر) 2006 ، وفي عام 2007 تلقى الحزب صفعة أخرى عند النائب.كما اغتيل أنطوان غانم . خلال الانتخابات العامة لعام 2009 ، بقيادة أمين الجميل ، تمكنوا من الحصول على 5 مقاعد في البرلمان.

### 2020 إلى الوقت الحاضر
في عام 2020 ، قُتل الأمين العام للكتائب نزار نجاريان في تفجيرات بيروت 2020 في 4 آب / أغسطس 2020 ، بعد سلسلة انفجارات في مرفأ بيروت ، تسببت في انتشار الحطام في أنحاء المدينة. وقد أصيب في رأسه وتوفي متأثراً بجراحه. دفن في 8 أغسطس 2020.
خلال الانتخابات اللبنانية العامة ، تم الإعلان عن المرشحين في 20 شباط 2022 تحت شعار الحملة " ما منساوم".أصر زعيم الكتائب سامي الجميل على أن حزب الكتائب هو الوحيد الذي "واجه حقيقة الاستسلام لإرادة حزب الله ، وانتخاب ميشال عون رئيساً للبلاد وعزل لبنان عن محيطه. وأكد سامي الجميل:
لقد واجهنا وحدنا ككتائب الاستسلام لإرادة حزب الله، وعزلنا لبنان عن محيطه، وانتخبنا ميشال عون رئيساً ، وقانون الانتخابات الذي أعطى الأغلبية لحزب الله، والحصص والميزانيات الوهمية كالضرائب وسفن الكهرباء والموانئ.
في 2 أبريل، روج نديم الجميل، ابن عم سامي، لترشيحه في خطاب خلال حدث صغير. حصلت الكتائب على 4 مقاعد لسالم الصايغ (3477 صوتًا) ونديم الجميل (4425 صوتًا) وسامي الجميل (10466 صوتًا) وإلياس حنكش (6148 صوتًا). كما نجح حليف مقرب من الحزب، جان طالوزيان، في الفوز بمقعد بأغلبية 4043 صوتًا في بيروت الأولى مع نديم.

## التسلسل الزمني للأحداث الرئيسية
- في عام 1943، لعب الكتائب دورًا أساسيًا في تحقيق استقلال لبنان عن الانتداب الفرنسي ، وشارك في تصميم العلم اللبناني المعتمد حاليًا والذي تبنته الحكومة اللبنانية في ذلك الوقت.
- عام 1958، عارضت الكتائب وحلفاؤها الانقلاب الذي قامت به الجمهورية العربية المتحدة بقيادة جمال عبد الناصر ، ونجحت في الحفاظ على استقلال لبنان وهويته الليبرالية.
- في عام 1969، عارضت الكتائب اتفاق القاهرة الذي شرع العمليات العسكرية ضد إسرائيل من قبل المليشيات الفلسطينية في جنوب لبنان. مما دفع الكثيرين في ذلك الوقت إلى الإشارة إلى الجنوب بـ "أرض فتح".
- تصاعد الصراع بين الكتائب ومنظمة التحرير الفلسطينية عام 1975 في مذبحة حافلات عين الرمانة التي نفذها مقاتلو الكتائب واعتبرت نقطة انطلاق الحرب الأهلية اللبنانية.[9]
- من عام 1978 حتى عام 1990 ، اشتبكت الكتائب والمقاومة اللبنانية في معارك ضارية مع القوات السورية التي كانت تحتل أجزاء كبيرة *من البلاد مما أدى إلى استمرار حصيلة القتلى في صفوف عناصر الكتائب.
- عام 1982، اغتيل زعيم المقاومة اللبنانية والرئيس المنتخب بشير الجميل بانفجار هز مقر الكتائب في منطقة الأشرفية ببيروت. مهندس الانفجار كان عضوا في الحزب السوري القومي الاجتماعي. في أعقاب الاغتيال ، تم انتخاب أمين الجميل ، الرئيس الحالي للحزب ، رئيساً للجمهورية اللبنانية.
- في عام 1990، انتهت الحرب اللبنانية عندما سيطرت القوات السورية على البلاد بأكملها ، مما أدى إلى خمسة عشر عامًا من الاحتلال نُفي خلالها الرئيس أمين الجميل إلى فرنسا ووقع حزب الكتائب تحت السيطرة السورية.
- في عام 2005، شاركت الكتائب على نطاق واسع في ثورة الأرز ، التي شهدت ثورة طائفية ضد الاحتلال السوري. لعب النائب بيار الجميل دورًا مهمًا في تشكيل هذه الثورة التي أدت إلى استقلال لبنان الثاني.
- في عام 2006، اغتيل وزير الكتائب بيار الجميل بإطلاق النار على سيارته من مسافة قريبة.
- في عام 2007، اغتيل النائب عن الكتائب أنطوان غانم بانفجار سيارة مفخخة في منطقة سن الفيل شمال المتن.
- في عام 2020، قُتل الأمين العام للكتائب نزار نجاريان في تفجيرات بيروت عام 2020 .

## رؤساء الحزب
- بيار الجميل (1936 - 1984)
- إيلي كرامة (1984 - 1986)
- جورج سعادة (1986 - 1998)
- منير الحاج (1998 - 2001)
- كريم بقرادوني (2001 -2007)
- أمين الجميل
  - (2005 - 2007 رئيساً أعلى)
  - (2007 - 2015 رئيساً للحزب)
- سامي الجميل (2015)

## قياديي الحزب
- رئيس الحزب : سامي الجميل.
- رئيس المجلس العسكري : بطرس خوند.
- النائب الأول للرئيس : جورج جريج.
- النائب الثاني للرئيس : سليم الصايغ.
- الأمين العام: سيرج داغر

## للاستزادة
* أسلحة الحرب الأهلية اللبنانية

## وصلات خارجية
- الموقع الرسمي
- الاغتراب الكتائبي
- الحركة الإصلاحية الكتائبية
- الكتائب - بيار الجميّل
- حزب الكتائب - فؤاد أبو ناضر نسخة محفوظة 9 نوفمبر 2007 على موقع واي باك مشين.
- حزب الكتائب - قسم منصورية المتن
- حزب الكتائب - قسم شكا